# Mirror Piece
Mirror piece (français : Œuvre miroir) est une œuvre plastique d'art contemporain créée en 1965 par Michael Baldwin, membre du collectif d'artistes conceptuels britanniques Art & Language.

## Description
Mirror piece est une installation de dimensions variables. Elle est composée de multiples miroirs de tailles différentes recouverts de plaques de verre régulières ou déformantes, présentés sur des châssis. Cette installation est accompagnée d'un protocole et de panneaux-texte.

## Expositions
- Galerie Bruno Bischofberger[3], Männedorf, Suisse
- Musée d'Art contemporain de Barcelone[4],[5],[6].
- Château de Montsoreau - musée d'Art contemporain[7],[8],[9],[10],[11], Montsoreau, France.

## Analyse
Cette œuvre d'art, une des premières du collectif Art & Language, remplace la surface classique du tableau peint par des miroirs. Elle permet d'aborder entre autres le thème de la représentation ainsi que la place et le rôle du spectateur dans l'œuvre d'art. Le miroir étant une surface polie qui renvoie les rayons de lumière,sans image propre, les artistes diront de ce geste : 

« Ce qui nous intéressait dans les miroirs est le fait qu'un miroir produit l'image parfaitement « transparente »... mais cela ne signifie pas que vous ne pouvez pas avoir conscience, aussi difficile que ce soit, de la surface du miroir elle-même. »

— Michael Baldwin
Le miroir se trouvant à la place de ce qui pourrait être une peinture, le spectateur se voit en train de regarder une œuvre et la pratique récente des selfies a grandement contribué à la popularité de cette Mirror Piece.